# Nils Jonsson Colin
Nils Jonsson Colin, född omkring 1640, död 3 mars 1717 i Vimmerby stadsförsamling, Kalmar län, var en svensk borgmästare.

## Biografi
Nils Jonsson Colin föddes omkring 1640. Han var son till Jonn Olofsson. Colin var från 1661 till 1675 anställd vid generalpostkontoret i Stockholm. Han blev 1674 borgmästare i Vimmerby rådhusrätt och avgick från befattningen 1712. Under tiden som var han vid ett flertal tillfällen riksdagsledamot. Colin avled 1717 i Vimmerby stadsförsamling.

### Familj
Colin gifte sig 1673 med Greta Petersdotter Prytz (1654–1711). Hon var dotter till justitieborgmästaren Peter Claesson Prytz och Helena Weiler i Stockholm. De fick tillsammans barnen postmästaren Jonas Colin (död 1711) i Vimmerby, justitieborgmästaren Peter Nikolaus Colin i Kalmar (död 1706) och Helena Colin (död 1711).